# Hala Shawkat
Fatma Turkan Shawkat (en árabe: فاطمة توركان شوكت), generalmente conocida por el nombre artístico de Hala Shawkat (هالة شوكت), fue una actriz siria. Fue una de las principales actrices del cine sirio de mediados de los años 1950 y de los años 1960. Shawkat también apareció en películas en Argelia, Egipto y Líbano. 

## Vida y carrera
Shawkat nació en Alepo (Siria), en el seno de una familia de origen turco. Tuvo su primer papel en el cine en una película en Egipto donde actuó al lado de Omar Sharif y Samia Gamal, en la película de 1959 Mao'ed Maa' Al Majhoul ("Cita con el desconocido"). Shawkat también actuó junto a otros renombrados actores egipcios como Mahmoud Yacine y Nadia Lutfi. Al regresar a Siria trabajó con varios directores sirios y participó en varias obras, incluyendo la famosa Cheers Nation junto a Duraid Lahham. Al final de su carrera protagonizó numerosas telenovelas y programas radiofónicos.
Shawkat murió a los 77 años.